# Johannes Adelphus
Johannes Adelphus; genannt Muling, Müling oder Mulichius (* in den frühen 1480er Jahren in Straßburg; † nach dem 6. August 1523) war ein deutscher Arzt und Schriftsteller in den Bereichen Medizin, Geographie, Religion und Geschichte.

## Leben
Johannes Adelphus lebte 1505–1514 in Straßburg, wo er Stadtarzt war. Dort arbeitete er mit dem Drucker Johann Grüninger zusammen, bis er 1516 nach Schaffhausen zog, um dort als Stadtarzt zu arbeiten. Noch im selben Jahr ging er nach Trier, nachdem er bereits 1513 eine Schrift über den ungenähten Rock Christ zu Trier dem dortigen Domkustos Christoph von Reineck gewidmet hatte. Spätestens 1520 kehrte er jedoch nach Schaffhausen zurück.

## Wirken
Neben der Übersetzung der ersten beiden, medizinischen Bücher des Marsilius Ficinus über die Verlängerung des Lebens (1505–1521) wandte sich Adelphus überwiegend der geographischen, religiösen und historischen Schriftstellerei zu. Er wollte Einsichten anderer zugänglich machen und publizierte vor allem in deutscher Sprache.
So gab er unter anderem eine deutsche Version der Passion Christi Geilers heraus, deren Aussprüchen er sich unter dem Titel Scomata annahm. Ein besonderes Verdienst erwarb sich Adelphus durch die Übersetzung des Enchiridion militis Christiani des Erasmus von Rotterdam (Basel 1520).

## Werke

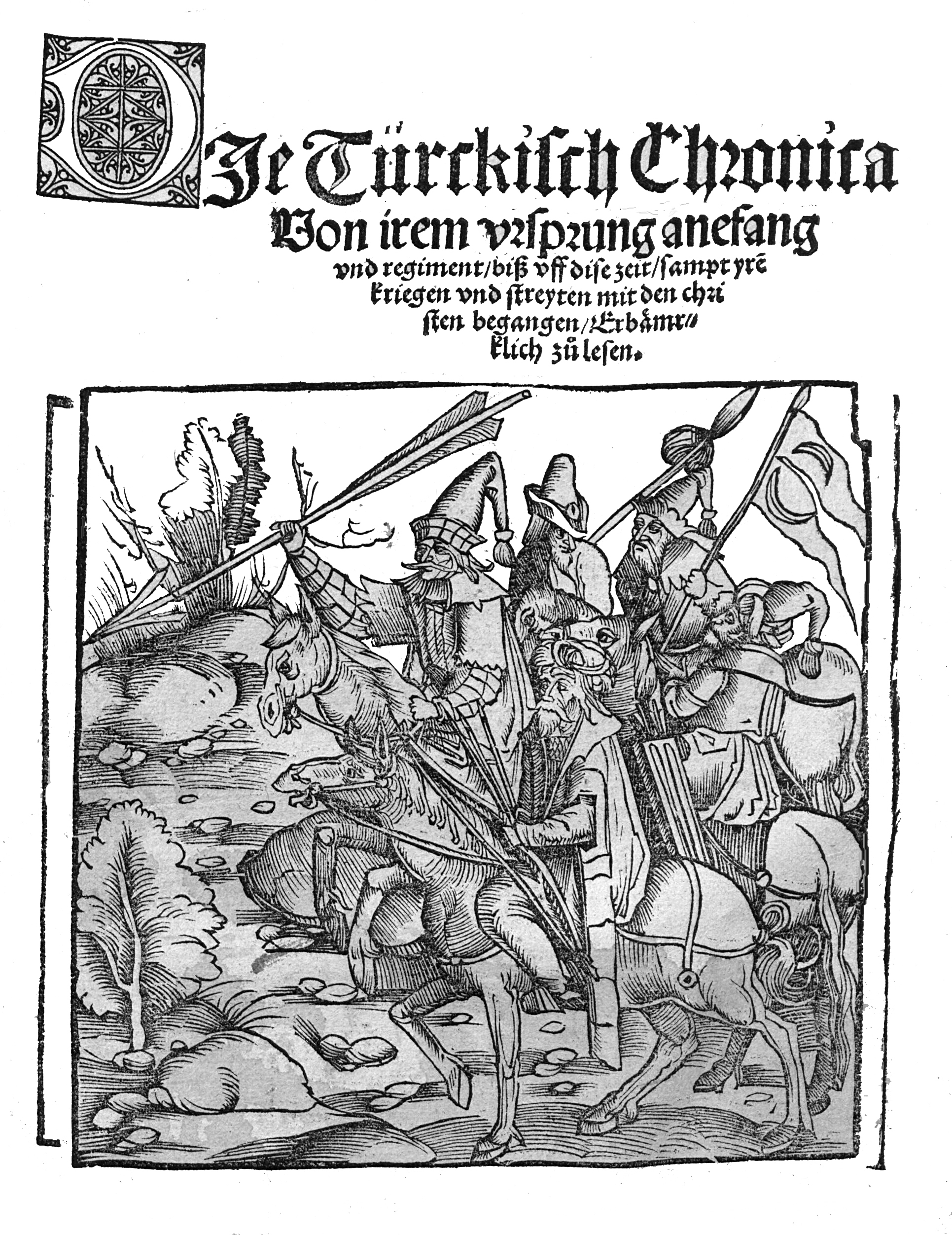
Die Türckisch Chronica. Titelblatt 1513

Ein Verzeichnis der Drucküberlieferung gibt Bodo Gotzkowsky in: Die Deutsche Literatur zwischen 1450 und 1620. Autorenlexikon. Bd. 1. 1991, S. 188–245.
- Oratio proverbiorum condita a Philippo Beroaldo qua doctrina remotior continetur. Hupffuff, Straßburg 1505 (Digitalisat)
- Das buch des lebens Marsilius ficinus von Florentz von dem gesunden und langen leben der rechten Artznyen von dem Latein erst nüw zu tütsch gemacht durch Johannes adelphi Arge … Grüninger, Straßburg 1505 (Digitalisat)
- Marsilii Ficini Florentini. De religio[n]e christiana & fidei pietate opusculum. Knoblouch, Straßburg 1507 (Digitalisat) (Digitalisat)
- Alcimi Aviti Viennensis libri sex. Grüninger, Straßburg 1507 (Digitalisat)
- Margarita facetiarum. Grüninger, Straßburg 1508 (Digitalisat)
- Mundinus De omnibus humani corporis interioribus menbris Anathomia. Flach, Straßburg 1513 (Digitalisat)
- Die Türkisch Chronik. Straßburg 1513 (Digitalisat)
- Narrenschiff vom buntschuch. Schönsperger, Augsburg 1514 (Digitalisat)
- Doctor keiserspergs pater noster: Des hochgelerte[n] würdige[n] Predica[n]ten der loblichen statt Straßburg. Vßlegung über das gebette des Herre[n], so wir täglich sprechen. Vatter vnser der du bist in den hymeln [et]c. Hüpffuff, Straßburg 1515 (Digitalisat)
- Jakob Mennel: Das ist der Passion in Form eins Gerichthandels. Straßburg 1514, München 1516 (dort Geiler zugeschrieben)
- Ludus novus. 1516
- Sequentiarum lucule[n]ta interpretatio: Accedunt Hymni de tempore et de sanctis. Rynman, Hagenau 1519 (Digitalisat)
- P. Virgilij Bucolica: zü tütsch das Hirten vnnd buren werck der X. Eglogen publy Virgily Maronis von Mantua. Grüninger, Straßburg ca. 1520 (Digitalisat)
- Barbarossa: Ein warhafftige beschreibu[n]g des lebens vnd der geschichte[n]. keiser friderichs des erste[n] genãt Barbarossa Grüninger, Straßburg 1520 (Digitalisat) (Digitalisat); 1530 (Digitalisat) 1535 (Digitalisat)
- Die Mörin: Eyn Schöne Kurtzweilige vnd Liebliche Histori welch durch weilandt Herr Herman von Sachsenheym Ritter (eyns abentheurlichen handels halben so jm in[n] seiner jugent begegnet) beschriben vnd hernach die Mörin genant ist. ... Wagner, Wormbs 1538 (Digitalisat)